# Zhang Rongfang
Zhang Rongfang (chiń. 張蓉芳, ur. 15 kwietnia 1957 w Chengdu) – chińska siatkarka, złota medalistka igrzysk olimpijskich, mistrzostw świata, pucharu świata, igrzysk azjatyckich i mistrzostw Azji.

## Życiorys
W 1978 Li była w składzie reprezentacji Chin, która wywalczyła srebro na odbywających się w Bangkoku igrzyskach azjatyckich. W następnym Chiny zwyciężyły na mistrzostwach Azji w Hongkongu. W 1981 z reprezentacją tryumfowała w organizowanym w Japonii pucharze świata. W 1982 zdobyła złote medale na mistrzostwach świata w Peru oraz podczas igrzysk azjatyckich w Nowym Delhi. Wystąpiła na igrzyskach olimpijskich 1984 odbywających się w Los Angeles. Zagrała we wszystkich trzech meczach fazy grupowej, półfinale oraz finale ze Stanami Zjednoczonymi, w którym wygrały Chinki.
Była selekcjonerem reprezentacji Chin i poprowadziła swoje zawodniczki do zwycięstw podczas igrzysk azjatyckich 1986 i mistrzostw świata 1986, gdzie została wybrana najlepszym trenerem zawodów. W 1984 została zaliczona do grona 35. najlepszych sportowców ChRL ostatnich 35 lat, a 5 lat później do grona 40. najlepszych.
w 1984 została mianowana zastępcą dyrektora prowincjonalnej komisji kultury fizycznej i sportu w Syczuanie. Studiowała w Instytucie Inżynierii Telekomunikacyjnej w Chengdu. Pełniła funkcję wiceprzewodniczącej Chińskiej Federacji Młodzieży i zastępcy dyrektora Centralnej Administracji Siatkówki w Generalnej Administracji Sportu Chin.